# Álvaro Núñez Cobo
Álvaro Núñez Cobo (Bilbao, Vizcaya, 7 de julio de 2000) es un futbolista español que juega de defensa en el Elche C. F.  de la Segunda División de España.

## Trayectoria
Se incorporó en 2010 a las categorías inferiores del Athletic Club procedente del CD Sondika de su localidad natal. En la campaña 2018-19 ascendió al C. D. Basconia de Tercera División y, en enero de 2020, debutó con el Bilbao Athletic en Segunda B.
En noviembre de 2021, ya asentado como titular en el filial, la dirección deportiva rojiblanca se puso en contacto con él para modificar las condiciones de su contrato. Al igual que el resto de sus compañeros, tenía una cláusula de renovación automática por dos años si se le hacía ficha del primer equipo. Andoni Ayarza le pidió que eliminara dicha cláusula, algo que Álvaro aceptó.Sin embargo, justo antes de la firma del acuerdo en mayo, la dirección deportiva optó por enviarle una segunda oferta con una reducción considerable de las cantidades pactadas. Tras esta segunda modificación, el lateral decidió no renovar al no sentirse valorado.
El 6 de julio de 2022 fichó por el F. C. Barcelona Atlètic de Primera Federación.En el filial blaugrana fue titular indiscutible a las órdenes de Rafa Márquez y, tras no conseguir el ascenso, decidió marcharse en busca de un club en Segunda División.El filial blaugrana le ofreció renovar por dos temporadas,pero al perder la condición de jugador menor de 23 años ya no podría tener la oportunidad de jugar con el primer equipo por lo que declinó la propuesta.
El 14 de julio de 2023 se oficializó su fichaje por la S. D. Amorebieta de Segunda División.En el equipo vizcaíno fue titular dando un buen rendimiento, pero no pudo evitar el descenso de categoría.
El 27 de junio se marchó al Elche C. F. de Segunda División.En el equipo ilicitano continuó asentado en el lateral derecho.

## Estadísticas

### Clubes
Actualizado al último partido disputado el 14 de marzo de 2025.
| Club                             | Div.          | Temporada     | Liga  | Liga  | Liga   | Copas nacionales | Copas nacionales | Copas nacionales | Copas internacionales | Copas internacionales | Copas internacionales | Total | Total | Total  |
| Club                             | Div.          | Temporada     | Part. | Goles | Asist. | Part.            | Goles            | Asist.           | Part.                 | Goles                 | Asist.                | Part. | Goles | Asist. |
| -------------------------------- | ------------- | ------------- | ----- | ----- | ------ | ---------------- | ---------------- | ---------------- | --------------------- | --------------------- | --------------------- | ----- | ----- | ------ |
| C. D. Basconia · España          | 3.ª           | 2018-19       | 12    | 1     | 0      | ―                | ―                | ―                | ―                     | ―                     | ―                     | 12    | 1     | 0      |
| C. D. Basconia · España          | 3.ª           | 2019-20       | 16    | 1     | 0      | ―                | ―                | ―                | ―                     | ―                     | ―                     | 16    | 1     | 0      |
| C. D. Basconia · España          | Total club    | Total club    | 28    | 2     | 0      | 0                | 0                | 0                | 0                     | 0                     | 0                     | 28    | 2     | 0      |
| Bilbao Athletic · España         | 2.ª B         | 2019-20       | 3     | 0     | 0      | ―                | ―                | ―                | ―                     | ―                     | ―                     | 3     | 0     | 0      |
| Bilbao Athletic · España         | 2.ª B         | 2020-21       | 25    | 0     | 1      | ―                | ―                | ―                | ―                     | ―                     | ―                     | 25    | 0     | 1      |
| Bilbao Athletic · España         | 1.ª F         | 2021-22       | 35    | 1     | 2      | ―                | ―                | ―                | ―                     | ―                     | ―                     | 35    | 1     | 2      |
| Bilbao Athletic · España         | Total club    | Total club    | 63    | 1     | 3      | 0                | 0                | 0                | 0                     | 0                     | 0                     | 63    | 1     | 3      |
| F. C. Barcelona Atlètic · España | 1.ª F         | 2022-23       | 39    | 1     | 5      | ―                | ―                | ―                | ―                     | ―                     | ―                     | 39    | 1     | 5      |
| F. C. Barcelona Atlètic · España | Total club    | Total club    | 39    | 1     | 5      | 0                | 0                | 0                | 0                     | 0                     | 0                     | 39    | 1     | 5      |
| S. D. Amorebieta · España        | 2.ª           | 2023-24       | 39    | 2     | 2      | 1                | 0                | 0                | ―                     | ―                     | ―                     | 40    | 2     | 2      |
| S. D. Amorebieta · España        | Total club    | Total club    | 39    | 2     | 2      | 1                | 0                | 0                | 0                     | 0                     | 0                     | 40    | 2     | 2      |
| Elche C. F. · España             | 2.ª           | 2024-25       | 37    | 2     | 5      | 3                | 0                | 0                | ―                     | ―                     | ―                     | 40    | 2     | 5      |
| Elche C. F. · España             | 1ª            | 2025-26       | 1     | 0     | 0      | 0                | 0                | 0                | -                     | -                     | -                     | 1     | 0     | 0      |
| Elche C. F. · España             | Total club    | Total club    | 38    | 2     | 5      | 3                | 0                | 0                | 0                     | 0                     | 0                     | 41    | 2     | 5      |
| Total carrera                    | Total carrera | Total carrera | 207   | 8     | 15     | 4                | 0                | 0                | 0                     | 0                     | 0                     | 211   | 8     | 15     |